# Krasne (rejon charkowski)
Krasne (ukr. Красне) – wieś na Ukrainie, w obwodzie charkowskim, w rejonie charkowskim, w hromadzie Łypci. W 2001 liczyła 20 mieszkańców.